# Van Geetovo zahájení
Van Geetovo zahájení (ECO A00) je nepravidelné šachové zahájení zavřených her. Nemá ustálený název a je možno se setkat i s názvy Dunstova hra nebo Heinrichsenova hra. V našich zemích se někdy také používá název Kotrčova hra. Charakterizuje ho tah
1. Jc3
Na mezinárodní úrovni se objevuje zřídka, neboť neklade před černého takové nároky. Přesto ale není špatné a bílý ho mnohdy použije z důvodu překvapení soupeře. Zahájení také často přechází do jiných.

## Historie
Mnoho indicií napovídá tomu, že zahájení první použil už císař Napoleon Bonaparte v roce 1804. V roce 1883 se zahájení hrálo v Londýně v partii Blackburne-Noa. V mezinárodních soutěžích dané zahájení často používá nizozemský šachista Dick van Geet, který se zasloužil i o jeho teorii. Na turnajích světové špičky zahájení v poslední době vzácně zkusil Alexandr Morozevič.

## Varianty bez 1... d5
1. Jc3
- 1... Jf6
  - 2. d4 - přechází do hry dámským pěšcem
  - 2. e4 - vzniká odmítnutá Aljechinova obrana
- 1... e5
  - 2. e4 - Vídeňská hra
  - 2. d4 exd4 3. Dxd4 bílý hraje Skandinávskou obranu obrácenými barvami s tempem navíc, hra je nejasná
  - 2. Jf3 Jc6
    - 3. e4 - Hra tří jezdců
    - 3. d4 exd4 4. Jxd4 Jf6 5. Sg5 s nejasnou hrou ; 5. e4 by vedlo do hry čtyř jezdců
- 1.... c5
  - 2. e4 - Sicilská obrana
  - 2. Jf3 s nejasnou hrou; i zde se stává že hra později přechází do Sicilské obrany

## Varianta s 1... d5
1. Jc3 d5
- 2. d4 přechází do hry dámským pěšcem
- 2. e4
  - 2... e6 - Francouzská obrana
  - 2... c6 - Caro-Kann
  - 2... d4 3. Jce2 jezdce dále bílý umístí na g3 a uvolní diagonálu pro bělopolného střelce; černý tu má prostorovou převahu, bílý má ale protihru díky figurové hře, hra je s oboustrannými šancemi
  - 2... dxe4 3. Jxe4 oproti carokannu tu černý nemá zahráno c6, což je pro něj výhodnější, hra je s šancemi na obou stranách , černý tu má na výběr více možností
    - 3... Sf5 4. Df3!? Dd5! 5. Jd6+ Dxd6 6. Dxf5 Jc6 s dobrou hrou; 4. Jg3 Sg6 s protihrou
    - 3... Jd7 4. Sc4 Jdf6 s protihrou (4... Jgf6?? 5. Sxf7+!);
    - 3... e5 4. Sc4
    - 3... Jc6
    - 3... Jf6 4. Jxf6+ gxf6 nebo 4... exf6 s protihrou černého za dvojpěšce